# Taus
Een taus is een strijkinstrument afkomstig uit noord en centraal India en de Punjab.
De taus wordt gemaakt in de vorm van een pauw (taus betekent pauw in het Perzisch). Het instrument heeft een stevige klankkast een lange houten hals met 19 of 20 metalen fretten. De snaren zijn verdeeld in 6 melodiesnaren en 15 resonantiesnaren. De taus wordt bespeeld met een strijkstok en produceert een geluid met een diepe, volle toon. 
De taus werd oorspronkelijk gemaakt door Sri Guru Hargobind Ji (zesde Guru van de Sikhs). De lichtere variant - de dilruba - zou het het werk zijn van de tiende Sikh Guru, Guru Gobind Singh Ji.  De dilruba werd geproduceerd om de oudere, zwaardere taus te vervangen. Deze aanpassing maakte het voor het Sikh leger geschikter om het op de rug van een paard te dragen.